# NGC 5687
NGC 5687 est une galaxie lenticulaire située dans la constellation du Bouvier. Sa vitesse par rapport au fond diffus cosmologique est de 2 242 ± 9 km/s, ce qui correspond à une distance de Hubble de 33,1 ± 2,3 Mpc (∼108 millions d'al). NGC 5687 a été découverte par l'astronome germano-britannique William Herschel en 1789.
NGC 5687 est une galaxie du champ, c'est-à-dire qu'elle n'appartient pas à un amas ou un groupe et qu'elle est donc gravitationnellement isolée.
À ce jour, quatre mesures non basées sur le décalage vers le rouge (redshift) donnent une distance de 33,875 ± 7,583 Mpc (∼110 millions d'al), ce qui est à l'intérieur des valeurs de la distance de Hubble. 